# Вест Браунсвил (Пенсилванија)
Вест Браунсвил (енгл. West Brownsville) град је у америчкој савезној држави Пенсилванија.

## Демографија
По попису из 2010. године број становника је 992, што је 83 (-7,7%) становника мање него 2000. године.
| Група             | 2000.         | 2010.       |
| Белци             | 1.054 (98,0%) | 945 (95,3%) |
| Афроамериканци    | 7 (0,7%)      | 14 (1,4%)   |
| Азијати           | 0 (0,0%)      | 2 (0,2%)    |
| Хиспаноамериканци | 4 (0,4%)      | 12 (1,2%)   |
| Укупно            | 1.075         | 992         |